# Akalkot
Lo Stato di Akalkot (detto anche Stato di Akkalkot) fu uno stato principesco del subcontinente indiano, avente per capitale la città di Akkalkot.

## Storia

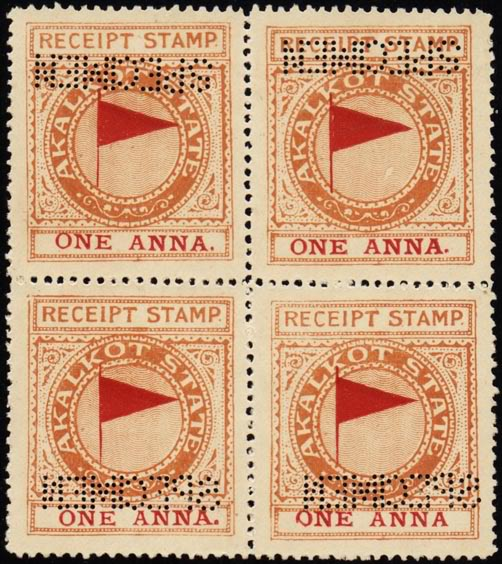
Francobolli dello stato di Akalkot

La dinastia regnante nello stato era discendente di Ranoji Lokhande, che venne adottato da Chhattrapati Shahu, nipote di Shivaji, attorno al 1708. Alla sua adozione, Ranoji assunse il nome di Fatehsinh Bhonsle e ricevette in appannaggio il villaggio di Akkalkot e le aree circostanti. Queste aree rimasero feudo dello stato di Satara sino al 1848, quando i regnanti di Satara vennero deposti dagli inglesi. Akkalkot divenne quindi uno stato a tutti gli effetti ad essere riconosciuto come indipendente dal British Raj.
Alla fine del governo britannico in India nel 1947, lo stato di Akkalkot entrò a far parte dell'Unione Indiana e successivamente venne unito alla Presidenza di Bombay. Nirmalaraje Bhosale, moglie di Vijayasinhrao Bhosale e principessa di Baroda alla nascita, servì come primo ministro nel governo di Bombay.

## Governanti
I governanti dello stato di Akalkot ebbero il titolo di Raja.

### Raja
1. 1707-1760 Fatehsinh I Raje Bhosle (nato Ranoji Lokhande)
2. 1760-1789 Shahaji I (Bala Sahib) Raje Bhosle (nipote e figlio adottivo di Fatehsinh I)
3. 1789-1822 Fatehsinh II (Appa Sahib) Raje Bhosle (figlio del precedente)
4. 1822-1823 Maloji I (Baba Sahib) Raje Bhosle (figlio del precedente)
5. 1823-1857 Shahaji II (Appa Sahib) Raje Bhosle (figlio del precedente)
6. 1857-1870 Maloji II (Buwa Sahib) Raje Bhosle (figlio del precedente)
7. 1870-1896 Shahaji III (Baba Sahib) Raje Bhosle (figlio del precedente)
8. 1896-1923 cap. Fatehsinhrao III Raje Bhosle (figlio adottivo del precedente, discendente diretto di Shahaji I)
9. 1923-1952 Vijayasinhrao Fatehsinhrao III Raje Bhosle (figlio di Fatehsinhrao III)